# 大動脈バルーンパンピング
大動脈バルーンパンピング（Intra Aortic Balloon Pumping; IABP）とは、心臓の機能が低下し、自らの心臓で血液を全身に送ることができない状態（急性心筋梗塞など）に対する治療法。IABPバルーンカテーテルを大腿動脈から挿入し、胸部下行大動脈に留置し、動脈圧または心電図に同期させてバルーンをヘリウムガスで収縮・膨張させることにより心臓の圧補助を行う補助循環装置である。これにより、心室の後負荷が減少し、心筋酸素消費量を減少させる。
IABPによる補助循環は圧補助と呼ばれており、流量補助としての効果は1分あたり0.8リットルで、高度のショック状態や心停止においてはIABP単独での循環補助は十分ではなく、PCPS、LVAD、IMPELLAの適応となる。